# Васильковська Тамара Францівна
Тамара Францівна Васильковська (4 травня 1931 — 25 листопада 2014) — передовик радянського сільського господарства, доярка радгоспу «Гремяченський» Черняховського району Калінінградської області, Герой Соціалістичної Праці (1966).

## Біографія
Народилася в 1931 році в місті Курську в російській родині.
У 1947 році разом з родиною переїхала на постійне місце проживання в Калінінградську область, радгосп «Гремячинський». У 17 років пішла працювати на ферму дояркою. З кожним роком вона домагалася кращих результатів, надої в її групі зростали. У 1960 році вступила до лав КПРС.
Указом Президії Верховної Ради СРСР від 22 березня 1966 року за отримання високих показників у тваринництві Тамарі Францівні Васильківській присвоєно звання Героя Соціалістичної Праці з врученням ордена Леніна і медалі «Серп і Молот».
У 1975 році переїхала жити до Української РСР. Влаштувалася в селищі Миколаївка Слов'янського району Донецької області.
Померла 25 листопада 2014 року в місті Краматорськ Донецької області.

## Нагороди
- золота зірка «Серп і Молот» (22.03.1966)
- орден Леніна (22.03.1966)
- інші медалі.